# Chiesa di Santo Stefano (Berzo San Fermo)
La chiesa di Santo Stefano di Berzo San Fermo è ubicata nel territorio dell'omonimo comune in provincia di Bergamo.

## Storia
Si tratta di un piccolo edificio ecclesiale romanico di incerta datazione, probabilmente dell'XI secolo, situato su un'altura della Val Cavallina in posizione panoramica sulla valle stessa.
La chiesa è storicamente documentata a partire dal 1304.
Nel 1575 risultava in stato di completo abbandono e con il tetto crollato, ricostruito poco dopo.
L'edificio ha subito, attraverso i secoli, numerosi interventi manutentivi e di ristrutturazione che ne hanno modificato pesantemente l'aspetto originario.
Nel corso di alcuni restauri effettuati nell'ultimo decennio del XX secolo sono stati eliminati gli intonaci delle parete esterne, mettendone così in luce la muratura in sasso.